# Stal nierdzewna

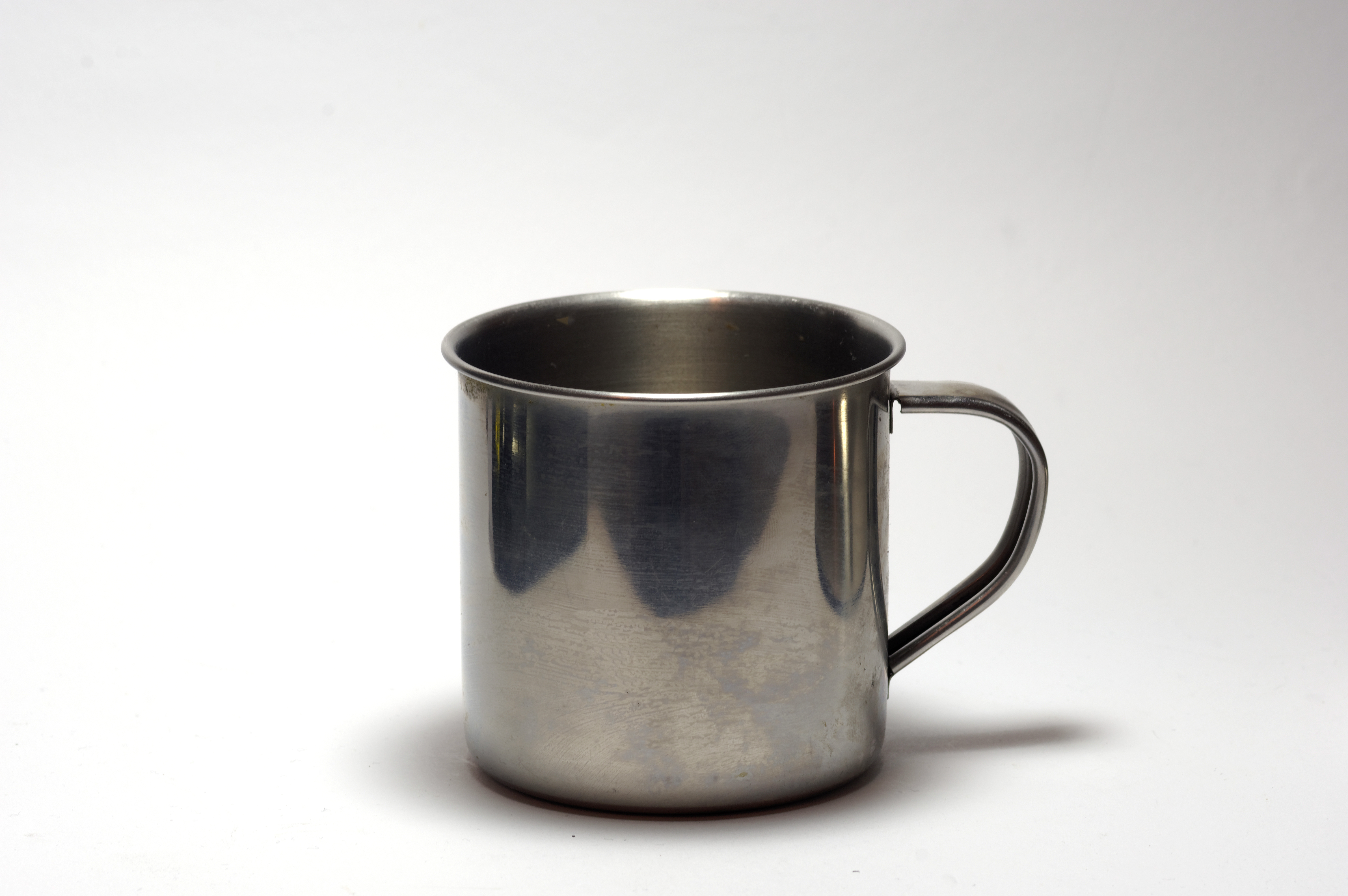
Kubek wykonany ze stali nierdzewnej

Stal nierdzewna,  INOX (fr. inoxydable – „nieutleniający się”) – grupa stali o specjalnych właściwościach fizykochemicznych, odpornych na korozję ze strony np. czynników atmosferycznych (korozja gazowa), rozcieńczonych kwasów, roztworów alkalicznych (korozja w cieczach).
Nierdzewność uzyskuje się poprzez wprowadzenie do stali odpowiednich dodatków stopowych. W przypadku stali chromowej nierdzewnej jest to chrom, a amerykańska norma AISI określa jego minimalną zawartość na 11%.

## Historia
W drugiej połowie XIX wieku odkryto we Francji, że stop żelaza i chromu jest odporny na działanie kwaśnych substancji. Stal nierdzewna została opatentowana w 1912 r. przez niemieckich inżynierów Kruppa. Patent dotyczył stali austenitycznej. Nazwy „stal nierdzewna” jako pierwszy użył angielski inżynier Harry Brearley. Pracował dla przemysłu zbrojeniowego w laboratoriach Brown Firth w Sheffield. W 1913 roku użył nazwy stal nierdzewna wobec swojego wynalazku – stopu żelaza, węgla oraz chromu. Brearley poddał go działaniu octu oraz soku z cytryny i stwierdził, że nie rdzewieje. Anglikowi udało się przekonać do nowego wynalazku producenta noży R.F. Mosleya. Początkowo stal nierdzewna używana była tylko do wyrobu sztućców. W 1924 r. w Wielkiej Brytanii została opatentowana stal według normy AISI 304, zawierająca 18% chromu i 8% niklu.

## Powody używania
Główne powody używania stali nierdzewnej:
- odporność na korozję
- możliwość stosowania w agresywnym środowisku
- odporność na wysokie temperatury (ma to związek z wysoką zawartością chromu)
- lśniący połysk

## Użycie

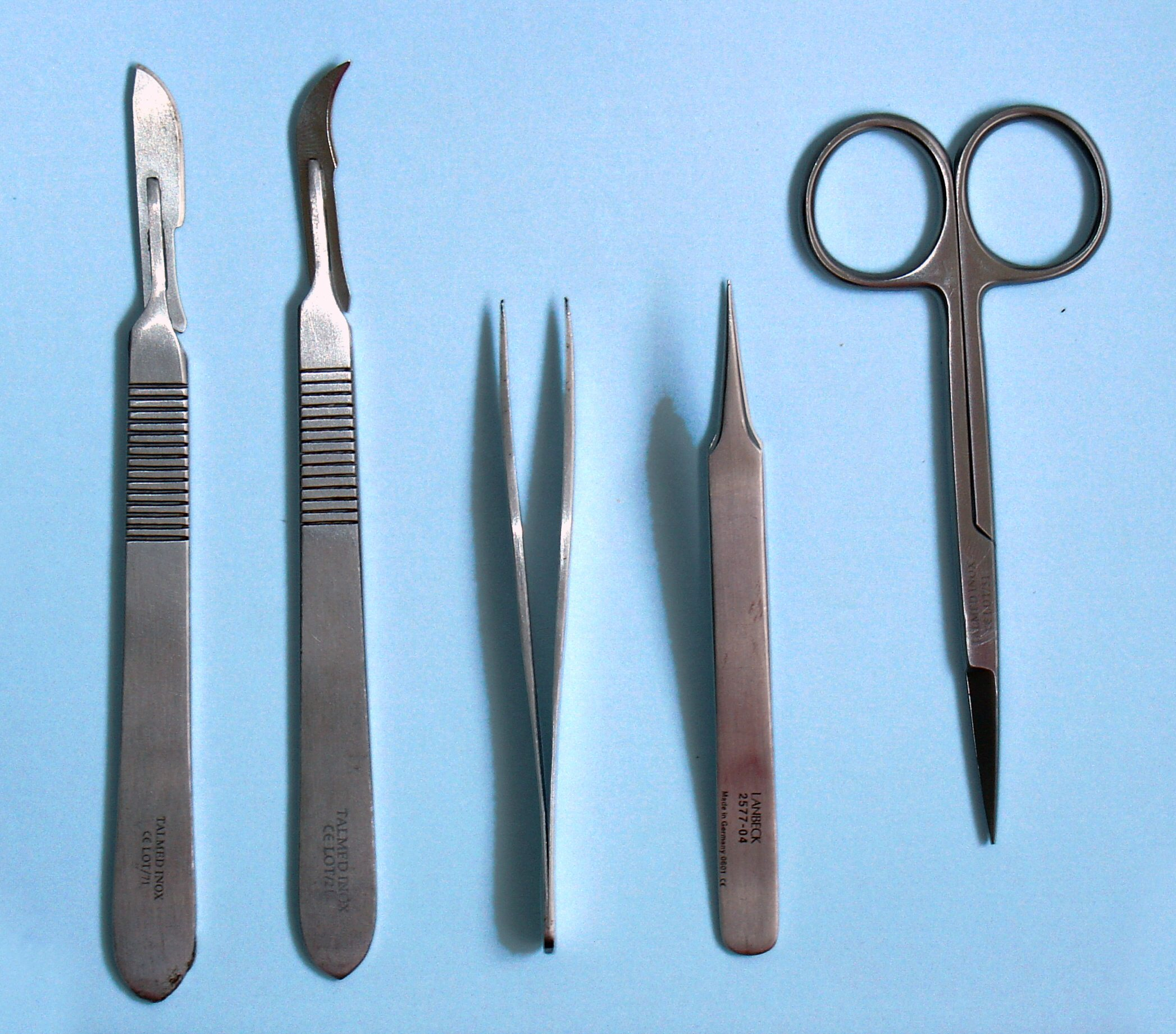
Skalpele, szczypce i nożyczki wykonane ze stali nierdzewnej

Stali nierdzewnych używa się na zbiorniki na wyroby z ropy naftowej, zbiorniki i cysterny mleczarskie, niecki basenów pływackich, kolumny rektyfikacyjne, instalacje w przemyśle koksowniczym, łopatki turbin parowych, armaturę przemysłową i domową, narzędzia chirurgiczne, sztućce, naczynia i garnki, instalacje w przemyśle spożywczym, takielunek i okucia żeglarskie, wytrzymałe konstrukcje stalowe, dekoracyjne elewacje, części silnikowe w samolotach i rakietach, windy, chłodnie, klimatyzatory, piece żaroodporne, balustrady ozdobne, itp. Normy HACCP wymagają, by w kontakcie z żywnością używać stali nierdzewnej.

## Normy
Stal nierdzewną w Polsce oznacza się według 5 najważniejszych norm:
- Polska Norma PN
- Europejska Norma(inne języki) EN 10088
- Amerykańska Norma AISI
- Rosyjska Norma GOST
- Niemiecka Norma DIN.

## Rodzaje i gatunki
Wyróżnia się 4 główne rodzaje stali nierdzewnych: stal austenityczna, stal ferrytyczna, stal martenzytyczna, stal ferrytyczno-austenityczna duplex. Każdy rodzaj składa się z kilku gatunków stali. Ok. 70% produkcji stali nierdzewnej stanowi stal austenityczna, głównie stal o oznaczeniu 1.4301 według normy EN 10088 (18% chromu, 10% niklu), tzw. stal 18-10 lub 18/10 – tego typu oznaczenia można znaleźć na wielu wyrobach ze stali nierdzewnej, np. na sztućcach, garnkach.
Gatunki stali wg Normy EN 10088:
- Stal austenityczna: 1.4301, 1.4305, 1.4306, 1.4307, 1.4310, 1.4401, 1.4435, 1.4436, 1.4438, 1.4439, 1.4529, 1.4539, 1.4541, 1.4547, 1.4550, 1.4571
- Stal ferrytyczna: 1.4000, 1.4003, 1.4016, 1.4510
- Stal martenzytyczna: 1.4006, 1.4021, 1.4028, 1.4031, 1.4034, 1.4057, 1.4122
- Stal ferrytyczno-austenityczna: 1.4362, 1.4410, 1.4460, 1.4462.